# SpaceX CRS-23
SpaceX CRS-23 — 23-я миссия снабжения для беспилотного грузового корабля Dragon 2 компании SpaceX к Международной космической станции в рамках второй фазы контракта Commercial Resupply Services (CRS) с NASA.

## Запуск
Запуск корабля ракетой-носителем Falcon 9 со стартового комплекса LC-39A Космического центра Кеннеди произведён 29 августа 2021 в 07:14 UTC.

## Сближение и стыковка
Стыковка с передним переходником модуля «Гармония» состоялась 30 августа 2021, 14:30 UTC в автоматическом режиме под контролем астронавтов NASA Меган Макартур и Шейн Кимбро.

## Полезная нагрузка
Dragon доставил на МКС 2207 кг (1957 кг чистого груза), включая:
- 1046 кг научных исследований;
- 480 кг припасов для экипажа;
- 338 кг оборудования для станции;
- 69 кг оборудования для выхода в открытый космос;
- 24 кг оборудования для российского сегмента станции.

## Отстыковка и возвращение
Отстыковка от МКС выполнена 30 сентября 2021 года в 13:12 UTC. Посадка состоялась 1 октября в 02:59 UTC в Атлантическом океане у побережья Флориды.